# Le Complot des janissaires
Le Complot des janissaires, l'eunuque Hachim mène l'enquête (titre original : The Janissary Tree) est un roman policier historique de Jason Goodwin paru en 2006. Il remporte l'Edgar du meilleur roman en 2007. 
La traduction française paraît en 2007 chez Plon.

## Résumé
Sous le règne de Mahmoud II, en juin 1826, les janissaires, troupes d'élite de l'Empire ottoman, sont assassinés. Devenu depuis longtemps un groupe indiscipliné, les janissaires paient ainsi de leur vie leur attitude de défi devant l'autorité du sultan comme des notables. Dix ans plus tard, un nouveau corps occidentalisé remplace les janissaires et doit effectuer un exercice militaire. Dix jours avant cet événement, quatre officiers disparaissent. Peu après, un officier est retrouvé mort. Préoccupé par la situation, le général ordonne à Hachim, l'eunuque, d'enquêter et de résoudre ces mystères. Entre-temps, une concubine du sultan est assassinée et les bijoux de la mère du sultan sont volés. Yashim est chargé de mener simultanément ses investigations sur ces trois affaires.
Pour mener à bien sa triple enquête, Hachim doit sortir du palais, fréquenter diverses ambassades, une mosquée, les ruelles et les rues d'Istanbul. Il a aussi recours à l'aide de l'ambassadeur de Pologne et à l'épouse de l'ambassadeur de Russie. Il découvre bientôt que les trois affaires sont liées et qu'elles impliquent non seulement un complot de vengeance de survivants des janissaires, mais un conflit de pouvoir entre les eunuques du palais et la volonté de démocratisation par l'armée. Mais Hachim parviendra-t-il à contrer à temps la pléthore de complots ourdis par les ennemis du sultan?

## Éditions françaises
- Plon, 2007, 326 p.  (ISBN 978-2-259-20316-6)
- 10/18, coll. « Grands détectives » no 4110, 2008, 384  (ISBN 978-2-264-04644-4)